# Umbulrejo (Jogorogo)
Umbulrejo is een bestuurslaag in het regentschap Ngawi van de provincie Oost-Java, Indonesië. Umbulrejo telt 893 inwoners (volkstelling 2010).